# Ely do Amparo
Ely do Amparo – auch nur Ely oder Eli – (* 14. Mai 1921 in Paracambi, RJ; † 9. März 1991 ebenda) war ein brasilianischer Fußballspieler, der während seiner Karriere mit der brasilianischen Nationalmannschaft an den Weltturnieren 1950 und 1954 teilnahm.

## Karriere

### Verein
Ely begann seine Fußballkarriere 1939 beim America FC im Norden der Stadt Rio de Janeiro, schloss sich aber bereits 1940 dem unterklassigen Canto do Rio FC auf der anderen Seite der Guanabara-Bucht in Niterói an, wo er sich als Spielführer etablierte.
1943 wurde er vom uruguayischen Trainer Ondino Viera zum Spitzenverein CR Vasco da Gama in die seinerzeitige Bundeshauptstadt zurückgeholt. Dort spielte er im defensiven Mittelfeld und als rechter Läufer und etablierte sich auch bald als Führungsspieler neben Kapitän Augusto in der Mannschaft, die als Expresso da Vitória bis in die 1950er Jahre hinein für Furore sorgen sollte. Weitere Stars von Vasco in dieser Ära waren Jair da Rosa Pinto, der WM-Torschützenkönig von 1950 Ademir, Chico und Torwart Moacyr Barbosa, der unglücklichen Figur des als Maracanaço in die Geschichte eingegangenen entscheidenden Spiels der Weltmeisterschaft 1950.
Mit Vasco da Gama gewann Ely in den Jahren zwischen 1945 und 1952 fünf Mal die Staatsmeisterschaft von Rio de Janeiro. Ein Höhepunkt war auch der Gewinn der Südamerikanischen Meisterschaft der Meister 1948 in Santiago de Chile, dem Vorgängerwettbewerb der Copa Libertadores.
Zum Abschluss seiner Karriere spielte er zwischen 1953 und 1955 bei Sport Recife im Nordosten Brasiliens und gewann dabei noch zwei Staatsmeisterschaften von Pernambuco.

### Nationalmannschaft
Ely do Amparo gab am 3. April 1949 beim Auftaktspiel zur Copa América 1949, einem 9:1-Erfolg gegen Ecuador, sein Länderspieldebüt in der brasilianischen Nationalmannschaft. Im weiteren Turnierverlauf kam er zumeist an der Seite von Danilo Alvim und Noronha zu vier weiteren Einsätzen, darunter im Entscheidungsspiel um den Titelgewinn, als durch ein 7:0 gegen Paraguay zum dritten Mal die Kontinentalmeisterschaft gewonnen wurde. Ein Jahr später gehörte Ely auch bei der Weltmeisterschaft im eigenen Land zum brasilianischen Aufgebot. Während des Turniers, in dem der Titel im letzten und entscheidenden Gruppenspiel, das als Maracanaço in die Geschichte einging, gegen Uruguay verloren wurde, kam Ely lediglich in der Vorrunde bei einem 4:0-Erfolg über die Mexikaner zum Einsatz. Einen Monat vor Turnierbeginn gehörte er noch zur Stammformation, als Uruguay im Rahmen der Copa Río Branco in drei Spielen bezwungen wurde.
Zwei Jahre später nahm Ely mit dem Nationalteam an der erstmals ausgetragenen Panamerikanischen Meisterschaft teil und agierte dabei im Spiel gegen Panama gar als Kapitän, beim 4:2-Sieg gegen den Erzrivalen Uruguay wurde er das einzige Mal in seiner Länderspiellaufbahn des Feldes verwiesen. Durch einen 3:0-Erfolg im letzten Gruppenspiel gegen Chile wurde auch dieser Wettbewerb von Brasilien gewonnen. Zu seinen letzten Länderspieleinsätzen kam Ely im Rahmen der Copa América 1953, im erneut gegen Paraguay nötig gewordenen Entscheidungsspiel, das mit einer 2:3-Niederlage endete, kam er nicht zum Einsatz. Bei der Weltmeisterschaft 1954 in der Schweiz stand Ely nochmals im Kader Brasiliens, wurde im Turnierverlauf von Nationaltrainer Zezé Moreira aber nicht eingesetzt. Die brasilianische Mannschaft scheiterte im Viertelfinale in der Schlacht von Bern mit 2:4 an Ungarn. Nach insgesamt 19 A-Länderspielen und zahlreichen weiteren Einsätzen in inoffiziellen Partien war seine Länderspielkarriere hiernach beendet.

## Statistische Karriereübersicht

### Vereine
- Brasilianische Nationalmannschaft: 1949–1953 (15 Spiele / 0 Tore)
- 1939–1939: America FC (RJ)
- 1940–1945: Canto do Rio FC
- 1945–1952: CR Vasco da Gama
- 1953–1955: Sport Recife

## Erfolge
Nationalmannschaft
- Copa América: 1949
- Panamerikanische Meisterschaft: 1952

Vereine
- Südamerikanische Meisterschaft der Meister: 1948
- Staatsmeisterschaft von Rio de Janeiro: 1945, 1947, 1949, 1950, 1952
- Staatsmeisterschaft von Pernambuco: 1953, 1955